# Йоахим Вернер II фон Алвенслебен
Йоахим Вернер II фон Алвенслебен (на немски; * 1620 или 1622 в Калбе а.д.Милде; † 6 ноември 1679 в Клостеррода, днес част от Бланкенхайн) е благородник от род Алвенслебен в Саксония-Анхалт; господар в Калбе и Клостеррода и военен комисар на Окръг Тюрингия.
Той е син на Йоахим Вернер фон Алвенслебен (1591 – 1639) и първата му съпруга Елизабет Луция фон Залдерн (1596 – 1631), дъщеря на Буркхард IX фон Залдерн (1568 – 1635) и Анна фон Клитцинг († 1598). Баща му се жени втори път 1638 г. за Урсула София фон дер Шуленбург (1614 – 1660).
Йоахим Вернер II фон Алвенслебен купува през 1659 г. Клостеррода от „фон Боденхазен“. Той умира на 6 ноември 1679 г. в Клостеррода на 57 години от туберкулоза (Schwindsucht) и е погребан в Бланкенхайн.

## Фамилия
Йоахим Вернер II фон Алвенслебен се жени на 8 май 1660 г. в Гьорциг в Анхалт за Мета Сузана фон Боденхаузен (* 10 февруари 1631, Гьорциг; † 3 април 1673, Валхаузен, Саксония), дъщеря на Куно Ордомар фон Боденхаузен (1598 – 1654) и Мария фон Квитцов (1598 – 1662). Te имат седем деца: 
- Йоахим Лудолф фон Алвенслебен (* 6 юли 1661, Клостерроде; † 11 ноември 1730, Калбе), женен на 8 фрвруари 1693 г. в Калбе а.д.Милде за София Хедвиг фон Рауххаупт (* 8 май 1659, Ландин, Бранденбург; † 24 март 1726, Калбе)
- Катарина Енгел фон Алвенслебен (* 8 май 1662; † 31 август 1705)
- Елизабет Луция фон Алвенслебен (* 1663)
- Куно Леберехт фон Алвенслебен (1664 – 1685)
- Гебхард Бусе фон Алвенслебен (1666 – 1687)
- Вернер Ордомар фон Алвенслебен (* 31 октомври 1667, Клостерроде; † 31 юли 1714, Гозек)
- Бодо Дитрих фон Алвенслебен (* 1669; † 23 юни 1719), господар в Клостерроде, женен на 16 ноември 1702 г. за Доротея Анна фон Бартенслебен (1666 – 1710), дъщеря на Йохан Даниел фон Бартенслебен (1633 – 1689) и Анна Аделхайд фон Велтхайм (1631 – 1706)